# Université des arts appliqués de Vienne
L'université des arts appliqués de Vienne (en allemand : Universität für angewandte Kunst Wien, surnommée Die Angewandte) est une école supérieure autrichienne de formation aux arts appliqués fondée en 1867 et basée à Vienne. Baptisée ainsi depuis 1999, elle forme actuellement près de 2 000 étudiants par an.

## Histoire
En 1863 est inauguré à Vienne une sorte de conservatoire, le Kaiserlich-Königlich Österreichischen Museums für Kunst und Industrie, l'équivalent à Londres du South Kensington Museum, et en France du Conservatoire national des arts et métiers et de l'Union des arts décoratifs, dans le prolongement d'un élan européen qui débute en 1851, au moment de l'exposition universelle de Londres. Il s'agit pour le gouvernement austro-hongrois de valoriser les arts appliqués locaux, et de les connecter avec l'industrie, des groupements d'artisans, le commerce et l'exportation. L'impact va être sensible sur l'évolution de l'architecture, de la décoration, du graphisme (typographie, signalétique), du design en général, et va faire de Vienne l'une des plaques tournantes de la modernité. 
La direction de l'établissement est confiée par l'empereur François-Joseph à Rudolf Eitelberger (1817-1885) qui peut lancer en 1867, dans le prolongement de ce musée, une école de formation, la première du genre sur le continent européen, baptisée Kunstgewerbeschule des K. K. Österreichischen Museums für Kunst und Industrie (« école d'art appliqué du musée autrichien impérial et royal d'art et d'industrie »), nom qu'elle porte jusqu'en 1918. L'architecte est Heinrich von Ferstel.

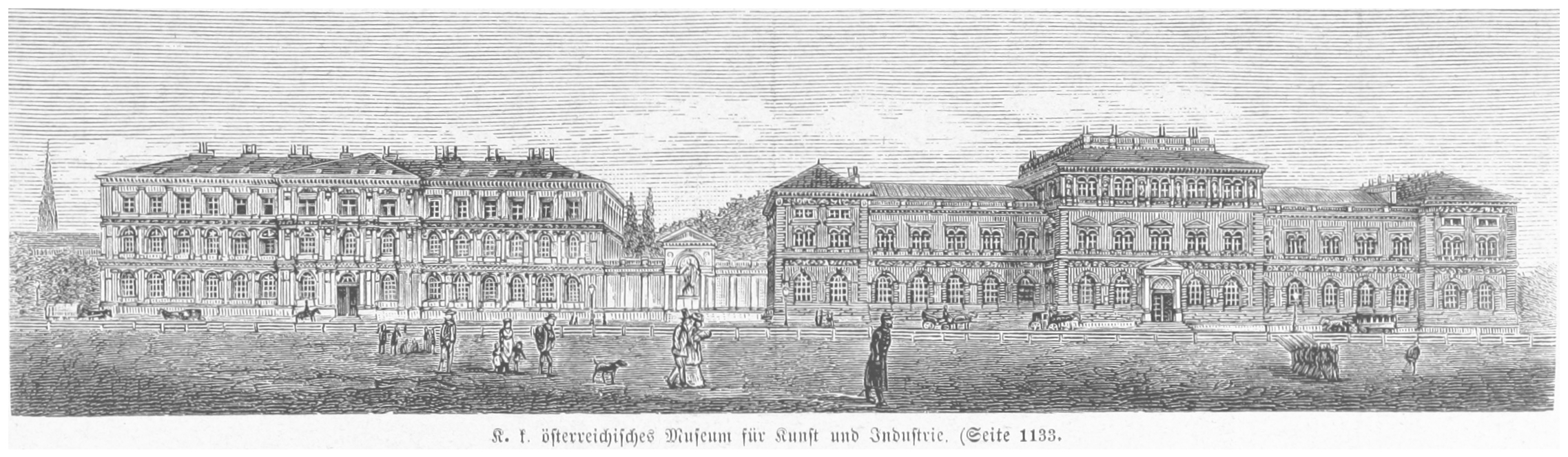
Vue d'artiste de l'école et du Museums für Kunst und Industrie (1880).

Le musée et l'école vont être particulièrement actifs durant l'exposition universelle de 1873 à Vienne.
La Kunstgewerbeschule ne rompt définitivement avec l'académisme qu'en 1897 quand Arthur von Scala (1848-1909), nommé directeur des études, à la fois orientaliste et grand admirateur du mouvement Arts and Crafts, recrute comme intervenants rien de moins que l'ensemble des artistes qui venait de fonder la Sécession viennoise, tels que : Otto Wagner, Felician Myrbach (qui devient président de l'école en 1899), Koloman Moser, Carl Otto Czeschka, Josef Hoffmann, Alfred Roller, Arthur Strasser. L'une des conséquences est la création en 1903 de la Wiener Werkstätte.
En 1906, Scala inaugure à Vienne les nouveaux locaux du Museum für Kunst und Industrie — futur Museum für angewandte Kunst (MAK) — valorisant les métiers d'art en rapport avec l'industrie et l'artisanat. En 1909, Alfred Roller devient président, et conserve son poste jusqu'en 1934.
La République autrichienne valorise cette institution de 1919 à 1936, stimulée par le Bauhaus allemand. La crise des années 1930-1933, puis la dictature du chancelier Kurt Schuschnigg lié au régime du Troisième Reich, mettent un terme à cet élan.

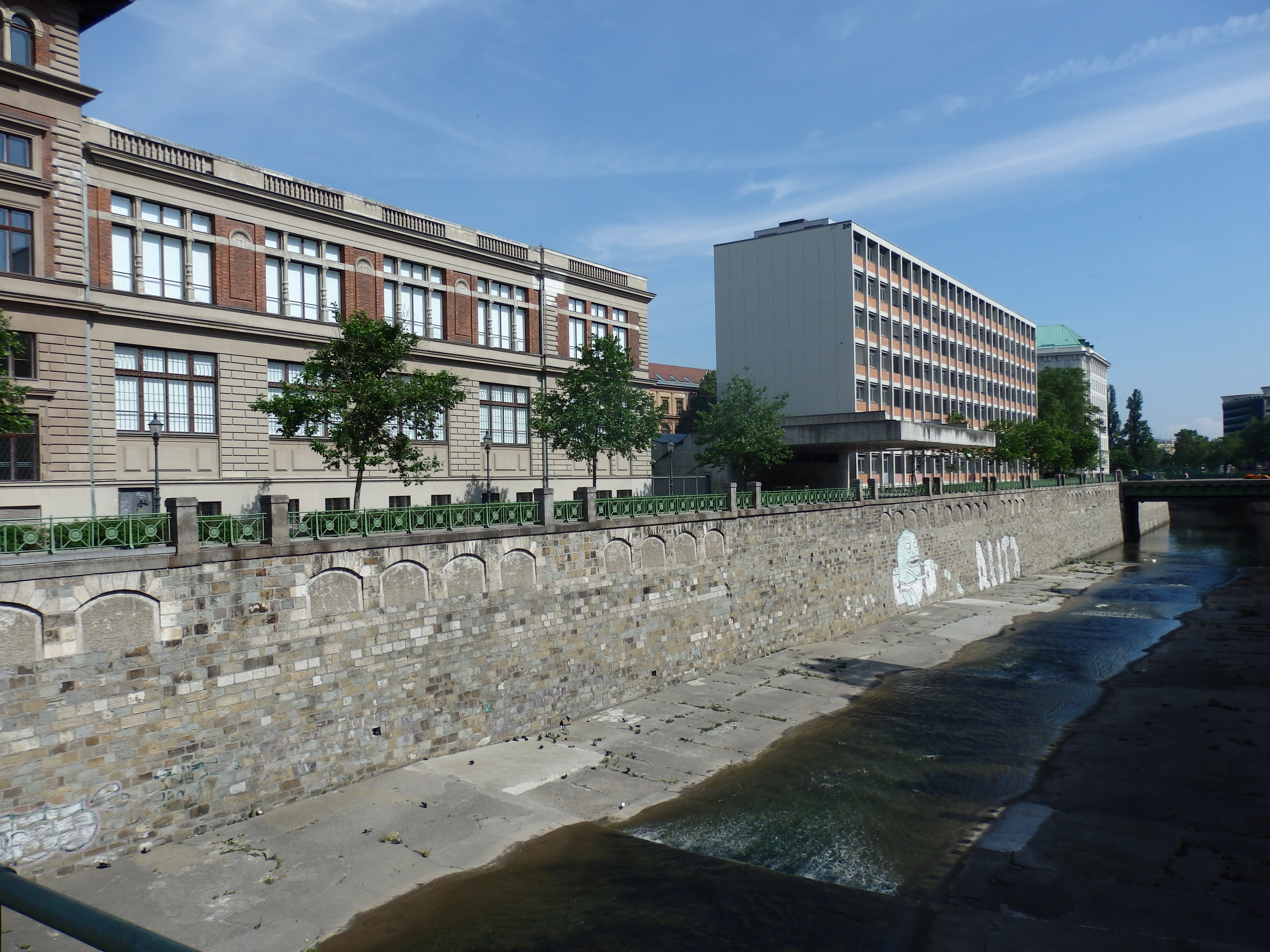
Façade actuelle de l'université.

En 1948, l'Autriche transforme l'école en Académie des arts appliqués, financée par des fonds publics. En 1962-1965, l'école fait élever de nouveaux bâtiments (Der Trakt) sur les plans de Karl Schwanzer, devant l'ancienne façade. En 1970, sous la présidence de Carl Unger, l'école est rattachée à l'université de Vienne. 
À la suite de la mobilisation des membres de IntAkt, Maria Lassnig  obtient un poste de professeur, en 1980. Elle est la première artiste à occuper une chaire d'art en Autriche. En 1982, elle fonde le studio d'enseignement de cinéma d'animation expérimental, qui existe toujours en 2021.
En 1999, l'Académie des arts appliqués est rebaptisée Université des arts appliqués de Vienne, mais est connue sous le surnom de Die Angewandte.
La présidence actuelle est assurée par Gerald Bast, en poste depuis 2000.

## Cursus
L'université délivre des diplômes niveau bachelor, master, doctorat et post-doctorat. Les matières enseignées sont regroupées dans les modules suivants :
- Architecture
- Cinéma d'animation expérimental
- Design industriel
- Sculpture
- Scénographie (théâtre, opéra et film)
- Design graphique
- Urbaniste-paysagiste
- Mode et textiles
- Conservation et restauration des œuvres
- Art numérique
- Formation des enseignants et professionnelle

## Master classeset enseignants célèbres depuis 1970

### Architecture
- Hans Hollein
- Greg Lynn
- Hani Rashid

### Mode
Des créateurs de la mode sont invités depuis 1980 à partager leurs savoirs avec les étudiants :
- 1980-1983 : Karl Lagerfeld
- 1983-1985 : Jil Sander
- 1985–1990 : Jean-Charles de Castelbajac (et 1996-1998)
- 1990-1991 : Vivienne Westwood
- 1991-1993 : Marc Bohan
- 1993–1996 : Helmut Lang
- 1999–2000 : Viktor Horsting und Rolf Snoeren (Viktor & Rolf)
- 2000–2005 : Raf Simons
- 2005-2009 : Veronique Branquinho
- 2014-2019 : Hussein Chalayan
- 2019–2020 : Lucie et Luke Meier (designers pour Jil Sander)
- 2020-2023 : Grace Wales Bonner
- depuis octobre 2023 : Craig Green

### Design, scénographie
- Pipilotti Rist
- Stefan Sagmeister (diplômé de l'école)
- Virgil Widrich

### Art numérique
- Peter Weibel

### Cinéma d'animation expérimental
- Maria Lassnig

### Dessins - Peinture
- Martha Jungwirth

## Anciens étudiants
- Moucle Blackout
- Evelyne Egerer
- Marc Elsberg
- Gerda Fassel
- Lotte Hendrich-Hassmann
- Margarete Jahrmann
- Martha Jungwirth
- Angelica Kaufmann
- Gustav Klimt[2]
- Augusta Kochanowska
- Ida Maly
- Marie Müller
- ONA B.
- Christiane Peschek
- Lotte Profohs
- Pipilotti Rist
- Felice Rix-Ueno
- Brigitte Aloise Roth
- Stefan Sagmeister
- Ingeborg Strobl
- Jana Wisniewski
- Erwin Wurm
- Lisbeth Zwerger